# 圓身短吻獅子魚
圓身短吻獅子魚，為輻鰭魚綱鮋形目杜父魚亞目獅子魚科的其中一種，分布於西北太平洋的日本海域，棲息深度521-1100公尺，為深海底棲性魚類，體長可達10.8公分，屬肉食性，生活習性不明。

## 擴展閱讀
維基物種上的相關：圓身短吻獅子魚